# Bonapartizem
Bonapartizem je prehodna oblika vladavine, ki nastopi ob prehodu politične ureditve iz fevdalizma v nov sistem (na primer republiko).
Ime je vladavina dobila po Napoleonu Bonaparteu, saj je njegova vladavina po francoski revoluciji tipičen primer tega. Je način vladanja s pomočjo policijskega aparata, vojaškega nadzora in s pomočjo avtoritete, ki izhaja iz popularnosti diktatorja med ljudstvom.